# جورج ماركس
جورج ماركس (بالإنجليزية: George Marks)‏ (9 أبريل 1915 في المملكة المتحدة - 22 يناير 1998 في المملكة المتحدة) هو لاعب كرة قدم بريطاني (وحمل سابقاً جنسية المملكة المتحدة لبريطانيا العظمى وأيرلندا) في مركز حراسة المرمى. شارك مع منتخب إنجلترا لكرة القدم. أما مع النوادي، فقد لعب مع بلاكبيرن روفرز ونادي أرسنال ونادي بريستول سيتي ونادي ريدنغ ونادي مارغيت.